# 忠烈楊家將
《忠烈楊家將》，2013年香港電影，由于仁泰執導。根據大宋國英雄楊家將的故事基礎上改編，除美國在2013年5月10日上映之外，中國等國家在2013年4月4日同步上映。

## 簡介
北宋初年，外患日深，遼國對中原土地虎視眈眈。幸得楊家將滿門忠烈，因戰績顯赫而受太宗重用，卻招來國丈潘仁美嫉妒之心。貪戀權力的潘仁美得悉柴郡主比武招親，欲助兒子潘豹當上駙馬。楊令公早知愛子楊六郎與柴郡主相戀，但為免兩家相爭令外族有機可乘，只得禁止六郎參加比武招親。生性衝動的楊七郎不忿楊六郎斷送美好姻緣，又見潘豹違規以暗器取勝，一怒之下上台挑戰潘豹，七郎旨在存心教訓，但豈料豹居然在比試中意外身亡，以致七郎蒙上不白之冤！
潘仁美對此判決深深不忿，因而種下復仇禍根。適時，遼國攻打大宋邊境，潘仁美自薦出任抗遼元帥，並要求楊家六郎、七郎擔任先鋒。楊令公心知潘仁美不懷好意，因兩幼子並無打仗經驗，遂請纓代子出戰。宋太宗沒理由推搪猛將「楊無敵」作先鋒，而潘仁美只想楊家受苦，對此亦無異議。
宋遼兩軍於金沙灘對壘，宋軍看似形勢大好，但在後方支援的潘仁美突然鳴金收兵！勢孤力弱的楊令公只好揮舞大關刀，帶著寥寥可數的楊家兵激戰遼國大將軍耶律原，武藝高強的楊令公雖能殺出重圍，勉強保命，但亦身負重傷，被遼兵圍困於兩狼山山城。
消息傳至天波府，楊家七子得知老父於金沙灘遇險，立即決定出兵營救，佘太君心中矛盾，掙扎於救夫或保子兩難之間。楊大郎明白母親苦衷，但父親有難刻不容緩，故向母親許下諾言，必會帶領老父和眾弟平安回家。佘太君縱使不願亦無法阻止一眾孝子救父的決心，故立即親自參見太宗，取得太宗出兵聖旨。
楊家七子齊領楊家士兵火速抵達兩狼山山下。二郎率領騎兵走在最前，為楊家軍打頭陣；三郎的箭兵則緊接在後，遠距離突襲但箭箭穿心，令遼軍兵慌馬亂；楊大郎強於戰術，即場分析形勢指揮眾將；六郎和七郎因初次上戰場，全程只守在大郎身邊，迎擊被二郎衝散的遼軍；四郎與五郎帶領劍隊和盾兵直取敵軍核心，一攻一守，殺得敵人束手無策。七子同心合力，初嚐勝仗本應大感興奮，奈何驚見兩狼山山城內的老父遍體鱗傷，七子從未見令公如此慘況，嚇得全都跪了下來，痛心疾首。
楊令公的傷勢比預期嚴重，五郎必須立即為楊令公療傷，大郎別無他法只好率領楊家軍死守山城，並期待潘仁美收到聖旨後會派兵前來營救。豈料眾人中了遼軍圈套，大將耶律原採取急攻，以投石車向山城狂轟猛炸，並同時派兵硬闖山城，遼軍將士眾多，楊家將的情況岌岌可危。
原來耶律原的父親十多年前在戰場上被楊令公砍殺，殺父之仇只成為耶律原勤習武略的動力，痛恨楊家卻是因為母親的淒涼，眼見母親十年來未嚐一笑，終日以淚洗臉，耶律原就立下誓言，要將母親的痛苦向楊家將十倍償還！楊家眾人在勢孤力薄的情況下，為營救老父與耶律原鬥智鬥謀。
楊家將為大宋江山拋頭顱，灑熱血，忠心報國、彰顯孝義的事跡在中國民間廣泛流傳，楊家眾將亦成為廣為人知的真英雄，流芳百世，為後人所敬重。

## 人物角色
| 角色名稱            | 演員   | 上映版粵語配音 | 主武器 | 副武器 | 配備 | 備註 |
| 楊令公/蘇武         | 鄭少秋 | 鄭少秋         | 關刀   | 長劍   | 長劍 | 楊家之主，號楊無敵，六郎、七郎闖下大禍，潘仁美打算讓沒有經驗的六郎、七郎作先鋒，楊業代二子作抗遼先鋒出戰                                                             |
| 佘太君              | 徐帆   | 鮑起靜         |        |        |      | 楊令公妻子，籌划拯救夫君楊業的行動 |
| 楊大郎              | 鄭伊健 | 鄭伊健         | 楊家槍 | 長劍   | 匕首 | 楊家七子中長兄，楊家軍中的大腦及主帥，擅於戰術和形勢分析，拯救父親楊令公的執行者                                                                                     |
| 楊二郎 少年：胡先煦 | 于波   | 葉偉麟         | 雙刀   | 楊家槍 | 匕首 | 楊家軍中的先鋒兼任旗手，統領騎兵作為大軍的矛頭衝陣 |
| 楊三郎              | 周渝民 | 陳旭明         | 弓箭   | 楊家槍 | 匕首 | 楊家軍中的主將，統領弓箭兵輔助楊家軍的前進和撤退 |
| 楊四郎 少年：林宇阳 | 李晨   | 古明華         | 緬刀   | 楊家槍 | 匕首 | 楊家軍中的主將，與五郎配合，統領劍兵 |
| 楊五郎 少年：雷昊汶 | 林峯   | 林峯           | 鐧盾   | 楊家槍 | 匕首 | 楊家軍中的主將和醫療官，與四郎配合，為父親刮骨療傷 |
| 楊六郎              | 吳尊   | 羅偉傑         | 楊家槍 | 楊家槍 | 匕首 | 楊家軍中初上陣，與柴郡主相戀，楊令公本禁止他打擂臺，卻不聽父親之言，導致父親楊業代其出征擔任先鋒，最後帶父親楊令公和兄長的遺物回家的人及成為楊家唯一男將             |
| 楊七郎              | 付辛博 |                | 子母槍 | 楊家槍 | 匕首 | 楊家軍中初上陣，不忍六郎斷送姻緣代他打擂臺，錯手打死潘豹，導致父親楊業代其出征擔任抗遼先鋒                                                                           |
| 耶律原              | 邵兵   | 陳欣           | 彎刀   | 長柄刀 | 匕首 | 當年楊業兩軍交鋒斬殺其父，其母終日以淚洗面，鬱鬱而終，為報家仇作為遼邦主帥出戰，讓佘太君飽嘗喪夫喪子之疼，到最後儘管殺了楊業及他五個兒子卻被其六子楊延昭所殺         |
| 呼延贊              | 陳之輝 | 高翰文         | 雙劍   | 雙劍   | 雙劍 | 與楊業共同率軍抗遼，在兩狼山為楊家父子斷後 |
| 柴郡主              | 安以軒 | 劉惠雲         |        |        |      | 與楊六郎青梅竹馬，自小相戀，宋太宗以打擂臺將她許配給勝者 |
| 潘仁美              | 梁家仁 | 黃志明         | 長劍   | 長劍   | 長劍 | 妒忌楊家受宋太宗看重，打算兒子潘豹打擂臺與宋太宗結為一家，卻暗箭傷人被七郎打擂臺意外打死，後擔任抗遼元帥，楊業、呼延贊苦戰而不支援，更射殺從兩狼山趕來請求支援的七郎 |
| 宋太宗              | 劉鈞   | 黃志成         |        |        |      | 宋主，北宋第二位皇帝 |
| 八賢王              | 丁亮   | 周志輝         |        |        |      | 楊家至交 |
| 土阿狼              | 張東   | 梁志達         | 長刀   | 長刀   | 長刀 | 遼邦將領 |
| 蕭風                | 王玉坡 | -              | 弓箭   | 弓箭   | 弓箭 | 遼邦將領，在隱藏位置中放冷箭 |
| 楊大娘              | 李美慧 | -              |        |        |      | 楊大郎的妻子 |
| 楊二娘              | 王希之 | -              |        |        |      | 楊二郎的妻子 |
| 楊三娘              | 張曉燕 | -              |        |        |      | 楊三郎的妻子 |
| 楊四娘              | 晨梓妍 | -              |        |        |      | 楊四郎的妻子 |
| 楊排風              | 李倩   | 莊巧兒         |        |        |      | 楊家丫環，對佘太君忠心耿耿 |
| 潘妃                | 梁愛琪 | 陳安瑩         |        |        |      | 太宗妃子，潘仁美之女，潘豹之姊 |
| 遼國監軍            | 王春元 | 陳旭明         |        |        |      | 曾勸喻耶律原的瘋狂復仇行徑，後被耶律原斬殺 |
| 宋軍守將            | 馮耀宗 | 高翰文         |        |        |      | 潘仁美隨從部將 |

## 工作人員
- 導演：于仁泰
- 編劇：黃子桓、劉詩嘉、于仁泰
- 出品人：黃百鳴
- 監製：黃百鳴、于仁泰
- 動作設計及指導：董瑋
- 原創音樂：川井憲次 (AUBE Inc.)
- 攝影指導：陳志英 (HKSC)
- 美術指導：麥國強

## 評價

### 香港
明報的石琪給予四星評價（滿分五星），他說：“《忠烈楊家將》素質為“歷來華人影壇拍攝古裝大戰片的佳作之一。”他又說：“最大優點就是沒有惡搞亂編或神話魔幻化，而能注重實感，強調忠義，拍出悲壯劇力，整體來說，此片很正氣亦多佳句，成績不俗，只是有些地方尚未設計得充分合情合理。”
頭條日報光影塵尖專欄的祁佳仕評價：北宋楊業大將軍和他七名兒子精忠報國、抗敵幾近全軍覆沒的故事耳熟能詳，有了這個忠肝義膽的傳奇故事作背景，不難改編成一部令人動容的電影。《忠烈楊家將》的導演于仁泰，沒有把原有故事複雜化，而是簡單以楊家奮力對抗遼國將軍，以及楊業遭奸臣設計陷害困於兩狼山，七子趕往營救作為劇情主線。這樣簡化是聰明的做法，因為故事人物多，本身已難在每名兒子的性格和背景上給予很立體的設計。現在簡化故事，直截了當，讓觀眾容易理解來龍去脈，以及人物與人物之間的恩怨情仇。導演聰明，但亦貪心，他希望在每名兒子身上都有所筆墨，但因為篇幅所限，各人在前段始終面目模糊，帶動劇情進程的張力不夠。慶幸後段七子在抗敵時展現不同風采，突出各自性格和本領。尤其是楊三郎與敵人在草叢對戰畫面，更是整部電影拍得最用心、設計得最精采、最令我難忘的一場戲。編導在七子的下場作了改動，亦加強整體悲壯效果。
爽報的葉潔馨評價，在三月時看了《忠烈楊家將》的試映，一小時四十五分鐘的戲，節奏明快無冷場，戲開首佘太君在七子出征前求得「七子去六子回」籤文，已告知此行兇險萬分，其後一幕幕箭雨、火攻、戰馬衝鋒陷陣的宏大戰役場面亦刻劃了戰爭之殘酷，令人有「古來征戰幾人回」之嘆，當中描繪父子情深、兄弟義重的情誼，令人感動。Ronny（導演于仁泰）選角一流，鄭少秋飾演楊令公威武不凡，渾身是戲；七子位位是懂演戲的型男，拍起打鬥場面出色，令人驚喜。Ronny又再導了齣好戲！
太陽報的陳尊評價，鄭少秋、鄭伊健及林峯主演的《忠烈楊家將》，講述楊六郎（吳尊飾）及七郎誤殺大帥潘仁美之子，遭父親楊業（鄭少秋飾）當眾杖打。未幾遼國耶律原為報早年楊業殺父之仇，率兵攻宋。宋帝任潘為主帥，業為先鋒，但戰場上潘棄業而退，大郎（鄭伊健飾）等七子遂往救父，業妻佘賽花向鬼谷子問得籤文「七子去六子回」，憂心忡忡……七子火攻遼兵、四郎（李晨飾）及五郎（林峯飾）火海殺敵等場面合格，秋官將楊業辭世一幕演得極好，堪稱全片最佳！然而，「七子去六子回」的懸念，倘改成楊排風怕佘太君傷心，把原為「一子回」中的「一」字加三筆成「六」，鬼谷子目睹只云「天命不可違」而未阻的話，便能讓觀眾在第二名楊家將死後，不至於以為鬼谷子只是神棍（因編劇從沒交代鬼谷子如何厲害！），仍可繼續猜測「哪一子回？」，當看到六郎回家，會否更覺此懸念處理得曲折、富故事性，也更唏噓些？
導演王晶評價：看了楊家將，其實已經用了一個最討好的講故事方法，也拍得很精美，于仁泰功力再進。不過這種事前已知結局，零懸念的古裝片，在這大氣候下太吃虧了。但值得尊重，希望賣座。
本片獲選成為第15屆意大利烏甸尼斯遠東電影節的閉幕電影。

## 備註
1. ↑  http://d.hatena.ne.jp/hima-yellow/ （页面存档备份，存于）
http://www.imdb.com/title/tt2072220/fullcredits （页面存档备份，存于）
2. ↑  .   [2013-02-13]. （原始内容存档于2013-04-11）.
3. ↑  《忠烈杨家将》推介首映礼在吉隆坡举行 的存檔，存档日期2013-04-02.，亚太日报，2013年4月2日
4. ↑  .   [2013-04-23]. （原始内容存档于2016-03-04）.

## 外部連結
- 忠烈楊家將（台灣粉絲團）的Facebook專頁
- 《忠烈楊家將 （页面存档备份，存于）》在香港雅虎的電影頁面（繁體中文）
- Yahoo奇摩電影上《忠烈楊家將》的資料（繁體中文）
- MSN娛樂上《忠烈楊家將》的資料（繁體中文）

- 開眼電影網上《忠烈楊家將》的資料（繁體中文）
- 香港影庫上《忠烈楊家將》的資料（繁體中文）
- 豆瓣电影上《忠烈楊家將》的資料 （简体中文）
- 时光网上《忠烈楊家將》的資料（简体中文）
- AllMovie上《忠烈楊家將》的资料（英文）
- 爛番茄上《忠烈楊家將》的資料（英文）
- 互联网电影数据库（IMDb）上《忠烈楊家將》的资料（英文）
- 忠烈楊家將 （页面存档备份，存于），鄭少秋Adam Cheng 網站
- 忠烈楊家將 - 影評 （页面存档备份，存于），澳洲影評協會